# Josip Ivančič
Josip Ivančič, slovenski profesor in pesnik, * 1849, † 1931.
Ivančič je najbolj znan kot izvršitelj Gregorčičeve oporoke. Uredil je četrti zvezek njegovih pesmi in objavil kratke članke o Gregorčiču.